# Лупарија (Јаши)
Лупарија (рум. Lupăria) насеље је у Румунији у округу Јаши у општини Котнари. Oпштина се налази на надморској висини од 310 m.

## Становништво
Према подацима из 2002. године у насељу је живело 382 становника, од којих су сви румунске националности.